# W górach jest wszystko co kocham cz. VI
W górach jest wszystko co kocham cz. VI – szósty, wydany po dwóch latach przerwy, album projektu poetycko-muzycznego "W górach jest wszystko co kocham". Premiera płyty miała miejsce 18 - 20 lipca 2008 roku w ramach Ogólnopolskiego Festiwalu Piosenki Turystycznej KROPKA w Głuchołazach. W nagraniu wzięły udział zespoły: Dom o Zielonych Progach, Bez Zobowiązań, Na Bani, Siudma Góra oraz Tomasz Jarmużewski i Agnieszka Biniek.

## Lista utworów
| 1.  | Tomasz Jarmużewski - "Pod górę"                  |  |
|     |                                                  |  |
| 2.  | Tomasz Jarmużewski - "TAM"                       |  |
|     |                                                  |  |
| 3.  | Cisza Jak Ta - "W naszym niebie"                 |  |
|     |                                                  |  |
| 4.  | Cisza Jak Ta - "Kołysanka dla"                   |  |
|     |                                                  |  |
| 5.  | Dom o Zielonych Progach - "Zielony Dom"          |  |
|     |                                                  |  |
| 6.  | Dom o Zielonych Progach - "Góry mi świecą …"     |  |
|     |                                                  |  |
| 7.  | Bez Zobowiązań - "Zostali w górach święci"       |  |
|     |                                                  |  |
| 8.  | Bez Zobowiązań - "Uwielbiam przełęcze"           |  |
|     |                                                  |  |
| 9.  | Bez Zobowiązań - "Piosenka o powrocie pociągiem" |  |
|     |                                                  |  |
| 10. | Bez Zobowiązań - "Dama kier i pikowy król"       |  |
|     |                                                  |  |
| 11. | Na Bani - "Sponad kufla piwa"                    |  |
|     |                                                  |  |
| 12. | Na Bani - "Poezja"                               |  |
|     |                                                  |  |
| 13. | Siudma Góra - "Pies"                             |  |
|     |                                                  |  |
| 14. | Siudma Góra - "Jesienna ucieczka"                |  |
|     |                                                  |  |
| 15. | Siudma Góra - "Deszcz"                           |  |
|     |                                                  |  |
| 16. | Agnieszka Biniek - "Kołysanka niespełniona"      |  |
|     |                                                  |  |